# Corso carnavalesco
Corso carnavalesco, ou simplesmente corso, foi um tipo de agremiação carnavalesca que promovia desfiles utilizando carros, geralmente de luxo, abertos e ornamentados, pelas ruas de sua cidade, com foliões geralmente fantasiados, que jogavam confetes, serpentinas e esguichos de lança-perfume nos ocupantes dos outros veículos. 
Por extensão, por vezes "corso" também era o nome dado aos passeios promovidos pelas sociedades carnavalescas do Rio de Janeiro.
A brincadeira, de origem europeia, foi muito popular em diversas cidades do Brasil no final do século XIX e início do século XX, sendo uma tentativa de se reproduzir as batalhas de flores características dos carnavais mais sofisticados da virada do século, como, por exemplo, o da cidade de Nice, no sul da França.
Por sua própria natureza, o corso era uma brincadeira exclusiva das elites, que possuíam carros ou que podiam pagar seu aluguel nos dias de carnaval.

## História do corso no Brasil
Antes do surgimento dos automóveis, o desfile de corsos já existia em algumas cidades, tais como Recife e Olinda, onde era composto por carros puxados a cavalo, tais como cabriolés, aranhas (carruagens leves de duas rodas), charretes, entre outros modelos.
O corso era o mais difundido evento do carnaval carioca na primeira década do século XX, ocupando todo eixo carnavalesco durante os três dias de folia e abrindo espaço somente (e mesmo assim em horários  predeterminados) para os grupos populares (chamados genericamente de ranchos) na noite de segunda-feira e para as Grandes Sociedades, na noite da terça-feira gorda.
Os grandes centros urbanos brasileiros rapidamente aderiram à moda surgida na capital e passaram a apresentar corsos em suas principais artérias durante o carnaval. Uma importante divulgação do corso aconteceu durante o carnaval de 1907, quando as filhas do então presidente Afonso Pena, fizeram um passeio no automóvel presidencial, pela Avenida Beira-Mar, no Rio de Janeiro.
Segundo Eneida de Moraes, autora do livro História do carnaval carioca, a popularização dos automóveis afastou os foliões das classes alta e média, e nos anos 40, o corso acabaria desaparecendo. Felipe Ferreira, em seu O livro de ouro do carnaval brasileiro, sugere que o surgimento de bailes exclusivos para elite (como o famoso Baile do Municipal) após a organização oficial do carnaval carioca em 1932, teve papel determinante na decadência do corso. Já para o radialista Almirante, a decadência do corso no Rio de Janeiro começou a partir de 1935, devido à diminuição de carros abertos ou conversíveis com capotas de lona, que segundo ele,  praticamente pararam de ser fabricados, o que fez com que as duas filas de automóveis que desfilavam da Praça Mauá até o Pavilhão Mourisco, em Botafogo, foram gradativamente diminuindo. O cronista também relaciona a decadência dos grupos ao fato de que a polícia teria passado a permitir que caminhões enfeitados e com muitos foliões nas carrocerias participasem do corso, o que teria inibido os brincantes tradicionais.
No entanto, até a década de 1960, corsos podiam ser observados em algumas cidades do interior do Brasil. A brincadeira ainda é revivida ocasionalmente, de forma comemorativa, em algumas cidades do país, como em Vitória (Espírito Santo), no ano de 2010.
Já Teresina possui o maior desfile do gênero no mundo.